# Samuel Heinrich Schwabe
Samuel Heinrich Schwabe (Dessau, 25 oktober 1789 – 11 april 1875) was een Duitse astronoom, die vooral bekend is geworden voor zijn onderzoek naar zonnevlekken.

## Biografie
Schwabe begon zijn carrière als apotheker, maar verlegde zijn interesse al snel naar astronomie. In 1826 ging hij zich bezighouden met onderzoek naar zonnevlekken. Hij probeerde om de theoretische planeet Vulcanus, die zich volgens astrologen ergens tussen Mercurius en de zon bevond, te vinden. Vanwege de korte afstand tussen deze planeet en de zon zou observatie ervan lastig worden. Daarom kwam Schwabe met het idee om de planeet te bekijken wanneer deze langs een zonnevlek zou vliegen, en zich dus tegen een donkerdere achtergrond zou bevinden.
Van 1826 tot 1843 bestudeerde Schwabe om deze reden elke heldere dag de zon op zoek naar zonnevlekken, in de hoop Vulcanus bij een van deze vlekken te zien. Hij vond de planeet niet, maar ontdekte wel een patroon in het aantal zonnevlekken op de zon: de zonnecyclus. Hij publiceerde deze bevindingen in een kort artikel getiteld "Solar Observations during 1843". Hierin kwam hij met de theorie over een tienjarige periode, waarin elke 10 jaar het aantal zonnevlekken op z’n maximum zou zijn. Het artikel trok eerst maar weinig aandacht, totdat Rudolf Wolf, destijds hoofd van het observatorium in Bern, het onder ogen kreeg. Hij raakte er dermate door geïnteresseerd dat hij een vaste studie naar zonnevlekken begon. Schwabes observaties werden achteraf gepubliceerd door Alexander von Humboldt in het derde deel van zijn Kosmos, uitgebracht in 1851.
In 1857 kreeg Schwabe de gouden medaille van de Royal Astronomical Society.